# Gymnobela adenica
Gymnobela adenica é uma espécie de gastrópode do gênero Gymnobela, pertencente a família Raphitomidae.